# Catalogue of Life
Il Catalogue of Life (in italiano Catalogo della vita) è un'opera scientifica edita per la prima volta nel giugno del 2001 da Species 2000 e da Integrated Taxonomic Information System (ITIS), ad opera di Frank Bisby e colleghi dell'Università di Reading nel 1997.
Si tratta di un catalogo onnicomprensivo di tutte le specie di organismi viventi sulla terra. Il catalogo raccoglie dati da 151 basi di dati tassonomiche, che vengono aggiornati da istituzioni di specialisti di tutto il mondo. Il Catalogo fornisce un'edizione dinamica, che viene aggiornata regolarmente (e nella quale i dati cambiano senza lasciar traccia del cambiamento) e un elenco di controllo annuale, che fornisce un riferimento datato e verificabile per l'uso delle denominazioni e dei dati loro associati. Lo sviluppo del Catalogue of Life fu impostato con i progetti tra il 2009 e il 2013.
La quindicesima edizione del catalogo, ad aprile 2015, riporta 1,6 milioni di specie di ogni regno, ricoprendo più di tre quarti del numero di specie che si ritiene siano note al mondo scientifico.

## Struttura
Il Catalogue of Life utilizza una struttura semplice di dati per fornire informazioni sulle sinonimie all'interno di una gerarchia tassonomica, nomi comuni, distribuzione geografica ed ecologia ambientale.

## Uso
Gran parte del Catalogo è strutturato per fornire la spina dorsale tassonomica per altri portali informatici globali e raccolte di dati biologici. Tramite il progetto i4Life vi è una collaborazione formale con Global Biodiversity Information Facility, European Nucleotide Archive, Encyclopedia of Life, Consorzio europeo per il codice a barre della vita, Lista rossa IUCN e Life Watch.
Le interfacce pubbliche comprendono funzioni sia di ricerca che di browsing ed offrono servizi multilingue.